# هال قاولد
هال قاولد (بالإنجليزية: Hal Gould)‏ هو مصور أمريكي، ولد في 29 فبراير 1920 في Clark, Wyoming ‏ في الولايات المتحدة، وتوفي في 25 يونيو 2015 في دنفر في الولايات المتحدة.